# Campeonato Paulista de Futebol de 2022 - Série A2
O Campeonato Paulista de Futebol da Série A2 de 2022 foi a 76.ª edição do campeonato equivalente ao segundo nível do futebol paulista. Os dois mais bem colocados são promovidos para a Série A1, enquanto os dois últimos foram rebaixados para a Série A3. O campeonato adotará o VAR a partir das quartas de final.

## Regulamento
Na primeira fase, as dezesseis equipes se enfrentaram em quinze rodadas e os dois últimos colocados caem para a Série A3, enquanto os oito primeiros avançarão para as quartas de final, em que o primeiro colocado enfrenta o oitavo, o segundo enfrenta o sétimo colocado, o terceiro enfrenta o sexto colocado e o quarto enfrenta o quinto colocado. Em esquema de mata-mata, os finalistas garantem o acesso à Primeira Divisão de 2023.

## Critérios de desempate
Em caso de empate de pontos entre dois clubes, os critérios de desempates devem ser aplicados na seguinte ordem:
1. Número de vitórias
2. Saldo de gols
3. Gols marcados
4. Número de cartões vermelhos
5. Número de cartões amarelos
6. Sorteio público

## Equipes participantes
| Aumento | Equipes promovidas da Série A3 de 2021 |
| Baixa   | Equipes rebaixadas da Série A1 de 2021 |

| Equipe                                      | Cidade              | Em 2021  | Estádio                  | Capacidade | Títulos                           |
| ------------------------------------------- | ------------------- | -------- | ------------------------ | ---------- | --------------------------------- |
| Grêmio Osasco Audax                         | Osasco              | 14º      | José Liberatti           | 17 430     | 0 (não possui)                    |
| Clube Atlético Juventus                     | São Paulo           | 10º      | Rua Javari               | 3 800      | 2 (1929 e 2005)                   |
| Lemense Futebol Clube                       | Leme                | 6º       | Bruno Lazzarini          | 6 701      | 0 (não possui)                    |
| Clube Atlético Linense                      | Lins                | 1º (A3)  | Gilberto Siqueira Lopes  | 15 770     | 2 (1952 e 2010)                   |
| Atlético Monte Azul                         | Monte Azul Paulista | 12º      | Otacília Patrício Arroyo | 13 100     | 1 (2009)                          |
| Oeste Futebol Clube                         | Barueri             | 3º       | Arena Barueri            | 31 452     | 1 (2003)                          |
| Associação Portuguesa de Desportos          | São Paulo           | 5º       | Canindé                  | 21 004     | 2 (2007 e 2013)                   |
| Associação Atlética Portuguesa Santista     | Santos              | 11º      | Ulrico Mursa             | 7 635      | 1 (1964)                          |
| Esporte Clube Primavera                     | Indaiatuba          | 2º (A3)  | Ítalo Mário Limongi      | 7 820      | 0                                 |
| Red Bull Brasil                             | Bragança Paulista   | 7º       | Nabi Abi Chedid          | 13 212     | 0 (não possui)                    |
| Rio Claro Futebol Clube                     | Rio Claro           | 4º       | Schmidtão                | 6 284      | 0 (não possui)                    |
| Esporte Clube São Bento                     | Sorocaba            | 15º (A1) | Walter Ribeiro           | 13 772     | 1 (1962)                          |
| Associação Desportiva São Caetano           | São Caetano do Sul  | 16º (A1) | Anacletto Campanella     | 14 400     | 3 (2000, 2017 e 2020)             |
| Esporte Clube Taubaté                       | Taubaté             | 13º      | Joaquim de Morais Filho  | 9 600      | 2 (1954 e 1979)                   |
| Associação Esportiva Velo Clube Rioclarense | Rio Claro           | 9º       | Benito Agnelo Castellano | 8 136      | 0 (não possui)                    |
| Esporte Clube XV de Novembro                | Piracicaba          | 8º       | Barão de Serra Negra     | 18 000     | 5 (1947, 1948, 1967, 1983 e 2011) |

| Linense Audax Lemense Red Bull Brasil Portuguesa Santista Monte Azul Primavera Rio Claro Equipes de Rio Claro: Rio Claro Velo Clube São Bento São Caetano Taubaté Oeste XV de Piracicaba São Paulo São Paulo: Juventus PortuguesaLocalização das equipes participantes da Série A2 de 2022. |

## Fase final
|  | Quartas de final   | Quartas de final   | Quartas de final   | Quartas de final   |       |            | Semifinais         | Semifinais         | Semifinais         | Semifinais         |  |            | Final            | Final            | Final            | Final            |  |  |
|  | 26 até 30 de março | 26 até 30 de março | 26 até 30 de março | 26 até 30 de março |       |            | 02 até 09 de abril | 02 até 09 de abril | 02 até 09 de abril | 02 até 09 de abril |  |            | 14 e 17 de abril | 14 e 17 de abril | 14 e 17 de abril | 14 e 17 de abril |  |  |
|  |                    |                    |                    |                    |       |            |                    |                    |                    |                    |  |            |                  |                  |                  |                  |  |  |
|  | Portuguesa         | 1                  | 1                  | 2                  |       |            |                    |                    |                    |                    |  |            |                  |                  |                  |                  |  |  |
|  | Primavera          | 0                  | 0                  | 0                  |       |            |                    |                    |                    |                    |  |            |                  |                  |                  |                  |  |  |
|  | Primavera          | 0                  | 0                  | 0                  |       | Portuguesa | 1                  | 1                  | 2                  |                    |  |            |                  |                  |                  |                  |  |  |
|  |                    |                    |                    |                    |       | Portuguesa | 1                  | 1                  | 2                  |                    |  |            |                  |                  |                  |                  |  |  |
|  |                    | Rio Claro          | 0                  | 1                  | 1     |            |                    |                    |                    |                    |  |            |                  |                  |                  |                  |  |  |
|  | Rio Claro (pen)    | Rio Claro          | 0                  | 1                  | 1     | 2          | 0                  | 2 (10)             |                    |                    |  |            |                  |                  |                  |                  |  |  |
|  | Rio Claro (pen)    |                    |                    |                    |       | 2          | 0                  | 2 (10)             |                    |                    |  |            |                  |                  |                  |                  |  |  |
|  | Velo Clube         | 2                  | 0                  | 2 (9)              |       |            |                    |                    |                    |                    |  |            |                  |                  |                  |                  |  |  |
|  | Velo Clube         | 2                  | 0                  | 2 (9)              |       |            |                    |                    |                    |                    |  | Portuguesa | 1                | 2                | 3                |                  |  |  |
|  |                    |                    |                    |                    |       |            |                    |                    |                    |                    |  | Portuguesa | 1                | 2                | 3                |                  |  |  |
|  |                    | São Bento          | 1                  | 0                  | 1     |            |                    |                    |                    |                    |  |            |                  |                  |                  |                  |  |  |
|  | Oeste              | São Bento          | 1                  | 0                  | 1     | 0          | 4                  | 4                  |                    |                    |  |            |                  |                  |                  |                  |  |  |
|  | Oeste              |                    |                    |                    |       | 0          | 4                  | 4                  |                    |                    |  |            |                  |                  |                  |                  |  |  |
|  | Linense            | 1                  | 0                  | 1                  |       |            |                    |                    |                    |                    |  |            |                  |                  |                  |                  |  |  |
|  | Linense            | 1                  | 0                  | 1                  |       | Oeste      | 2                  | 1                  | 3 (2)              |                    |  |            |                  |                  |                  |                  |  |  |
|  |                    |                    |                    |                    |       | Oeste      | 2                  | 1                  | 3 (2)              |                    |  |            |                  |                  |                  |                  |  |  |
|  |                    | São Bento (pen)    | 2                  | 1                  | 3 (3) |            |                    |                    |                    |                    |  |            |                  |                  |                  |                  |  |  |
|  | XV de Piracicaba   | São Bento (pen)    | 2                  | 1                  | 3 (3) | 0          | 1                  | 1                  |                    |                    |  |            |                  |                  |                  |                  |  |  |
|  | XV de Piracicaba   |                    |                    |                    |       | 0          | 1                  | 1                  |                    |                    |  |            |                  |                  |                  |                  |  |  |
|  | São Bento          | 1                  | 5                  | 6                  |       |            |                    |                    |                    |                    |  |            |                  |                  |                  |                  |  |  |

Em itálico, os clubes que possuem o mando de campo no primeiro jogo do confronto. Em negrito, os vencedores.

## Premiação
| Campeonato Paulista de 2022 - Série A2 |
| São Paulo                              |
| -------------------------------------- |
| Portuguesa Campeã (3.º título)         |

## Técnicos
| Equipe              | Técnico                    |
| ------------------- | -------------------------- |
| Audax               | Robélio Cavalinho (1ª–)    |
| Juventus-SP         | Tuca Guimarães (1ª–)       |
| Lemense             | Rogério Henrique (1ª–10ª)  |
| Lemense             | Carlos Roberto (11ª–)      |
| Linense             | João Vallim (1ª–)          |
| Monte Azul          | Ariel Mamede (1ª–7ª)       |
| Monte Azul          | Roberval Davino (8ª–)      |
| Oeste               | Fernando Marchiori (1ª–8ª) |
| Oeste               | Sérgio Alexsandro (9ª–)    |
| Primavera           | Ademir Fesan (1ª–6ª)       |
| Primavera           | Wilson Júnior (7ª–)        |
| Portuguesa          | Sérgio Soares (1ª–)        |
| Portuguesa Santista | Moisés Egert (1ª–7ª)       |
| Portuguesa Santista | Cristiano Troisi (8ª–)     |
| Red Bull Brasil     | Vinícius Munhoz (1ª–)      |
| Rio Claro           | Adilson Teodoro (1ª–6ª)    |
| Rio Claro           | Alberto Félix (7ª–)        |
| São Bento           | Paulo Roberto Santos (1ª–) |
| São Caetano         | Max Sandro (1ª–2ª)         |
| São Caetano         | Axel (3ª–)                 |
| Taubaté             | Douglas Leite (1ª–3ª)      |
| Taubaté             | Marcelo Martelotte (4ª–)   |
| Velo Clube          | Fahel Júnior (1ª–)         |
| XV de Piracicaba    | Luciano Dias (1ª–5ª)       |
| XV de Piracicaba    | Roberto Cavalo (6ª–)       |